# بطولة الصداقة الدولية 2018
بطولة الصداقة الدولية 2018 هي مسابقة كرة قدم دولية وهي النسخة الأولى من بطولة الصداقة الدولية في العراق والتي أقيمت في ملعب جذع النخلة في مدينة البصرة جنوب العراق، في الفترة ما بين 21 مارس 2018 ـــ 27 مارس 2018 . شاركت فيها ثلاثة منتخبات وطنية وهي المنتخب العراقي لكرة القدم ، منتخب سوريا لكرة القدم و منتخب قطر لكرة القدم . وهي أول بطولة تقام في العراق بعد رفع الحظر عن الملاعب العراقية 
.
كان من المقرر إقامة البطولة في كربلاء لكن تم نقلها إلى البصرة.
حصلت قطر على اللقب بعد فوزها على العراق وتعادلها مع سوريا. تعد مباراة العراق وسوريا في البطولة المباراة الدولية رقم 100 للاعب نور صبري مع المنتخب العراقي واخر ظهور له معه.
تمتعت هذهِ البطولة بالتنظيم الجيد والحضور الجماهيري الممتاز، والتشجيع النظيف والمثالي ونسبة الحضور العالية التي بلغت أكثر من 135 ألف متفرج، خصوصاً في المباراة الافتتاحية التي بلغ عدد متفرجيها أكثر من 60 ألف في ملعب جذع النخلة بالبصرة .

## المنتخبات المشاركة

### المنتخب القطري لكرة القدم
مصدر: 

## الترتيب
| م | الفريق | لعب | ف | ت | خ | أ.له | أ.ع | أ.ف | نقاط |
| - | ------ | --- | - | - | - | ---- | --- | --- | ---- |
| 1 | قطر    | 2   | 1 | 1 | 0 | 5    | 4   | +1  | 4    |
| 2 | سوريا  | 2   | 0 | 2 | 0 | 3    | 3   | 0   | 2    |
| 3 | العراق | 2   | 0 | 1 | 1 | 3    | 4   | −1  | 1    |

## المباريات
| العراق                        | 3-2   | قطر                                     |
| ----------------------------- | ----- | --------------------------------------- |
| أحمد ياسين 31' · حسين علي 66' | تقرير | أكرم عفيف 16'، 45+1' · إسماعيل محمد 63' |

| قطر                                 | 2-2   | سوريا                            |
| ----------------------------------- | ----- | -------------------------------- |
| عبد العزيز حاتم 58' · أكرم عفيف 72' | تقرير | عمر السومة 49' · زاهر ميداني 74' |

| العراق       | 1-1   | سوريا           |
| ------------ | ----- | --------------- |
| مهند علي 57' | تقرير | فراس الخطيب 76' |

## احصائيات
المنتخبات حسب الأهداف :
5 اهداف 
- قطر

3 اهداف 
- العراق

- سوريا

مصدر :

مسجلوا الأهداف :
3 اهداف 
- أكرم عفيف

هدف واحد 
- أحمد ياسين

- حسين علي

- مهند علي

- إسماعيل محمد

- عبد العزيز حاتم

- عمر السومة

- زاهر ميداني

- فراس الخطيب